# Odontodes metamelaenata
Odontodes metamelaenata är en fjärilsart som beskrevs av Embrik Strand 1917. Odontodes metamelaenata ingår i släktet Odontodes och familjen nattflyn. Inga underarter finns listade i Catalogue of Life.